# Grödersby
Grödersby (dänisch: Grødersby, auch Grødesby) ist eine Gemeinde im Kreis Schleswig-Flensburg in Schleswig-Holstein. Das heutige Gemeindegebiet entstand bei der Gemeindereform 1971.

## Geographie
Die südschleswigsche Gemeinde Grödersby liegt in Angeln am Grödersbyer Noor an der Schlei. Die Grödersbyer Au durchfließt das Gemeindegebiet in einem bis zu 10 m tiefen Einschnitt.
Fegetasch (dänisch Fegetask), Friedenshöh, Grödersby-Bahnhof, Grödersby-Hof, Grödersbyholz, Groß-Grödersby, Klein-Grödersby, Habertwedt (Habertved), Königstein (Kongstenen), Marienhof, Moos, Mühlenholz, Neuwerk, Trankier und Westerlücken (Vesterløkke) liegen im Gemeindegebiet.

## Geschichte
Der Ortsname setzt sich aus den dänischen Worten grøde und by zusammen und bedeutet Siedlung beim Weideland.
Um 1230 war Grödersby, gemessen an der Gegenwart, allein schon durch seine geographische Ausdehnung – von Königstein bis Pageroe – von wesentlich größerer Bedeutung. Die damalige Grödersbyer Burg war daher von wichtiger strategischer Bedeutung. Der alte Burgplatz ist an seinem ihn umgebenden Graben heute noch zu erkennen (Der Burgplatz ist für die Öffentlichkeit nicht zugänglich). Später ging der Ort an den Adel. Es wurden folgende Adelsgeschlechter als Besitzer genannt: von Spliet, von Pogwisch und von Sehestedt. Schriftliche Erwähnung in alten Protokollen erfährt Grödersby erstmals 1231.
Im Jahr 1406 wurde Grödersby dann an die dänische Herrscherin Margarethe I. übertragen. Sie ließ die Burg noch im gleichen Jahr niederbrennen. Den zur Burg Grödersby gehörenden Grundbesitz und die dazugehörenden Höfe, die vorher im Besitz der adeligen Familie v. Pogwisch waren, übereignete sie dem Domstift zu Schleswig. Mit dieser Stiftung erkaufte sie sich das Wohlwollen der Geistlichkeit.
Die Domkirche zu Schleswig fasste diese Besitzungen in einer Vogtei zusammen. Von 1406 bis 1777 gehörte das Dorf zur Vogtei Grödersby. Die Vogtei wurde 1777 aufgelöst, Grödersby wurde der Schliesharde zugeordnet. 1837 zählte das Dorf dreizehn Höfe und sechs Katen. 1871 wurde das Dorf Grödersby mit den Ortsteilen Habertwedt, Klein-Grödersby, Marienhof, Königstein, Westerlücken, Grödersby-Bahnhof und Fegetasch zur Gemeinde Grödersby, mit 213 Einwohnern und 27 Wohngebäuden.
Das Grödersbyer Noor war einst für den Fischfang bekannt und mit entsprechend vielen Heringszäunen und Aalwehren ausgestattet. Über eine Watstelle und später einen Damm konnte man Arnis, das sich lange auf einer Insel befand, erreichen.

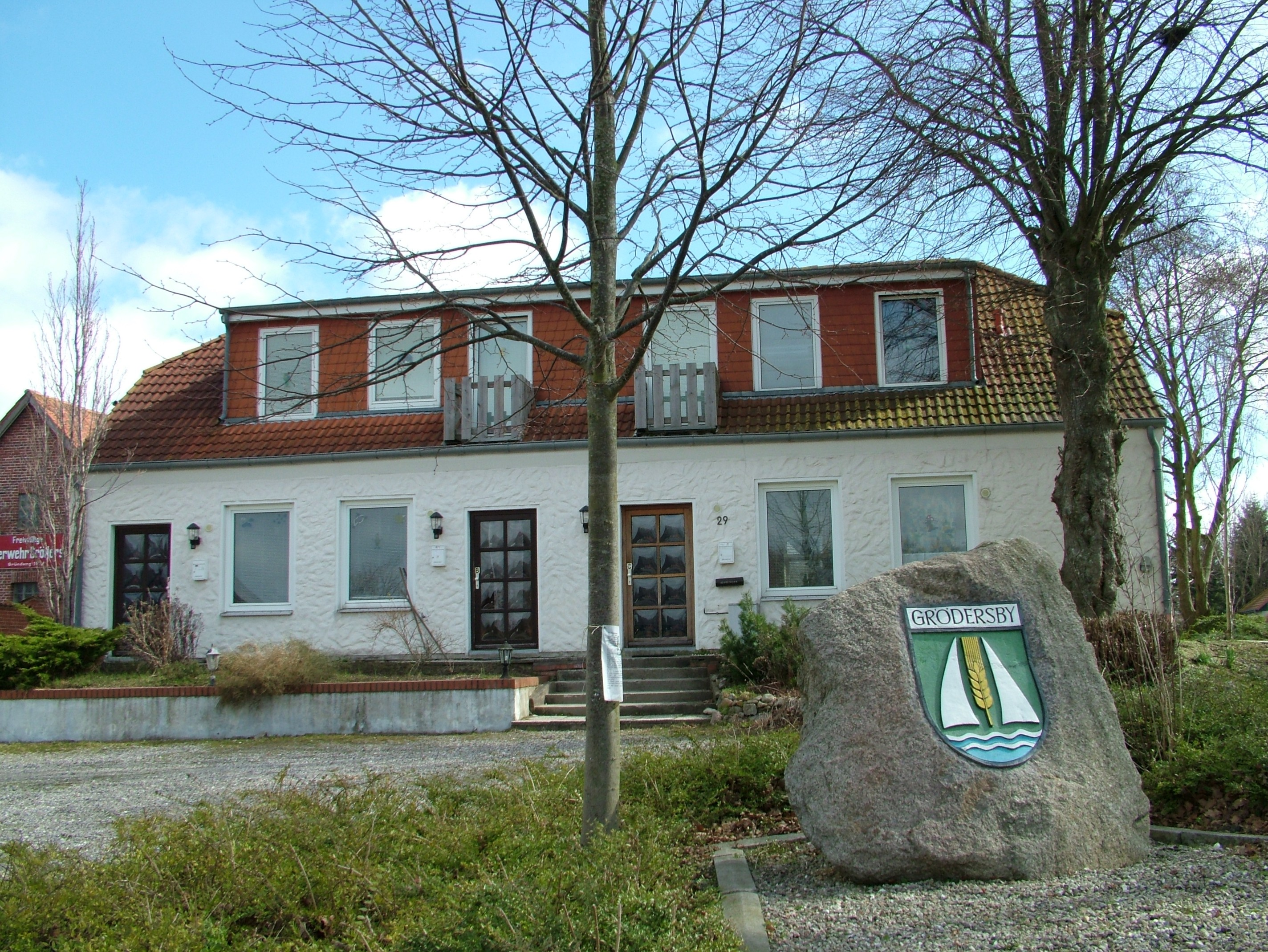
Ehemaliges Schulgebäude

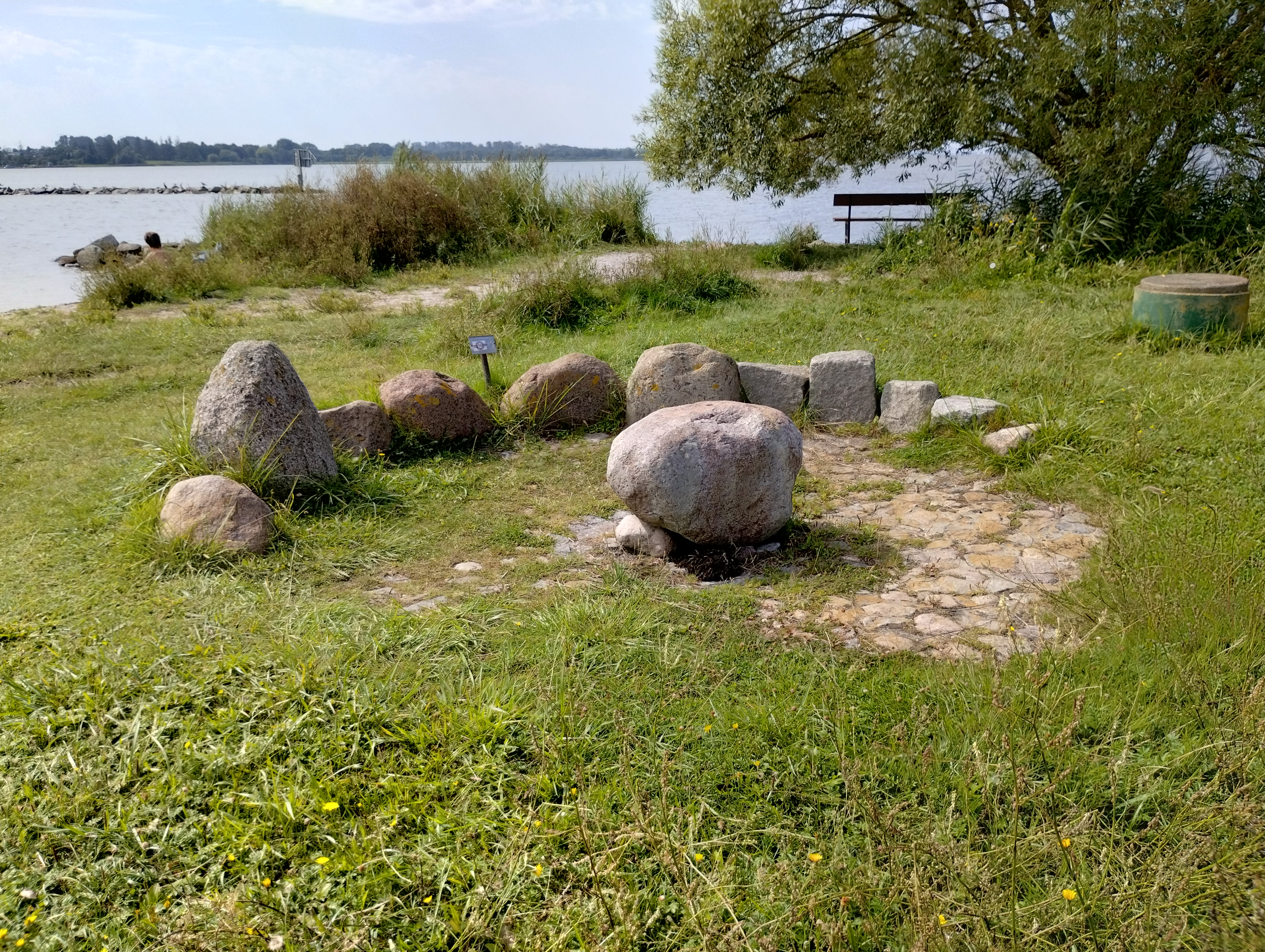
An der Schlei an der Grenze zu Arnis befindet sich die sogenannte Offa-Quelle (dän. Uffe-kilde), in der laut Legende Offa vor seinem Kampf auf der Eiderinsel gebadet haben soll.

## Politik

### Gemeindevertretung
Bei der Kommunalwahl am 14. Mai 2023 wurden insgesamt sieben Sitze vergeben. Von diesen erhielt die Kommunale Wählergemeinschaft Grödersby vier Sitze und die CDU drei Sitze.

### Bürgermeister
Bürgermeister ist seit 2002 Helmut Andresen von der KWGG.

### Wappen
Blasonierung: „Über einem blau-silbernen Wellenschildfuß in Grün eine goldene begrannte Ähre begleitet rechts von einem linksgewendeten, links von einem rechtsgewendeten dreieckigen, geblähten silbernen Segel.“
Historische Begründung: Die Gemeinde Grödersby liegt im Naturraum Angeln am Ufer der Schlei. Die im Schildfuß dargestellten silbernen Wellenfäden auf blauem Grund sollen auf die Lage an der Schlei hinweisen. Der Ortsname leitet sich her von dän. bøl. dt.- büll und dän. grøde = „Siedlung beim Wiesen –, beim Weideland“. Der grüne Hintergrund bezieht sich auf die Namengebung. In dem einstmals durch die Landwirtschaft geprägten Dorf gewinnt, bedingt durch seine reizvolle Landschaft am Ufer der Schlei, der Tourismus zunehmend an Bedeutung. Die mittige Kornähre, die zwischen zwei abstrahierten Segeln angeordnet ist, soll diese Entwicklung symbolisieren.

## Wirtschaft
Das Gemeindegebiet ist zwar vorwiegend landwirtschaftlich geprägt, es gibt jedoch auch viele Gewerbebetriebe, die vornehmlich im Bereich der Segelsportausrüstung tätig sind. Auch der Tourismus ist eine wichtige Einnahmequelle.

## Sehenswürdigkeiten
In der Liste der Kulturdenkmale in Grödersby stehen die in der Denkmalliste des Landes Schleswig-Holstein eingetragenen Kulturdenkmale.